# 漫畫節
漫畫節有可能是：
- 法國安古蘭國際漫畫節
- 法國香貝里國際漫畫節
- 美國圣地亚哥国际漫画展
- 香港動漫電玩節
- 台北國際動漫節
- 高雄國際動漫節
- 阿爾及利亞國際漫畫節